# セクションZ
『セクションZ』は、1985年12月にカプコンが稼働したアーケード用の縦横両スクロールシューティングゲーム。
1987年5月25日には一部ゲームシステムを変更し、ファミリーコンピュータ ディスクシステムにて発売された。

## ゲーム内容
8方向レバ－で自機を動かし、ショットと、攻撃方向の左右切り替えに用いる2つのボタンを併用し操作する。
アルファベットのAからZまでのセクションを進んでいき、セクションZのボスである人工生命体エルブレインを破壊するのが目的。
A-E・K-0が横スクロール、F-J・P-Tが縦スクロールになり、反時計回りのように進んでいく。
セクションE、J、O、Tにはボスが登場する。ボスを倒すと次のセクションに進める。ループゲームで、セクションZのボスを倒すと再びセクションAから始まる。
残機制で、敵に当たる、敵の攻撃に受ける、電撃レーザーに触れる、ピンボールの玉にぶつかるのいずれかでミスとなり、残機が1つ減る。残機がなくなるとゲームオーバー。
タイトル画面に出てくるスコアランキングのネームには、これまでカプコンが販売してきた作品の名前が入っている。

## 他機種版
| No. | タイトル                               | 発売日                                    | 対応機種                                                 | 開発元            | 発売元   | メディア           | 型式                                 | 売上本数 | 備考               |
| --- | -------------------------------------- | ----------------------------------------- | -------------------------------------------------------- | ----------------- | -------- | ------------------ | ------------------------------------ | -------- | ------------------ |
| 1   | セクションZ                            | 1987年5月25日 1987年7月 1989年9月27日     | ディスクシステム NES                                     | カプコン第2企画室 | カプコン | ディスクカード両面 | CAP-SCZ NES-SZ-USA NES-SZ-EEC        | -        | アレンジ移植       |
| 2   | Capcom Classics Collection             | 2005年9月27日 2005年11月18日 2006年5月2日 | PlayStation 2 Xbox                                       | カプコン          | カプコン | DVD-ROM            | PS2 SLUS-21316 SLES-53661 SLPM-66317 | -        | アーケード版の移植 |
| 3   | Capcom Classics Collection Remixed     | 2006年5月22日 2006年7月21日               | PlayStation Portable                                     | カプコン          | カプコン | UMD                | ULUS-10097 ULES-00347                | -        | アーケード版の移植 |
| 4   | Capcom Classics Collection             | 2007年10月11日                            | PlayStation 2                                            | カプコン          | カプコン | DVD-ROM            | SLPM-66852                           | -        | 廉価版             |
| 5   | Capcom Arcade Cabinet                  | 2013年2月19日 2013年2月20日               | PlayStation 3 PlayStation Portable (PlayStation Network) | カプコン          | カプコン | ダウンロード       | -                                    | -        | アーケード版の移植 |
| 6   | Capcom Arcade Cabinet                  | 2013年2月20日                             | Xbox 360 (Xbox Live Arcade)                              | カプコン          | カプコン | ダウンロード       | -                                    | -        | アーケード版の移植 |
| 7   | Capcom Arcade Cabinet: Game Pack 2     | 2013年5月4日 (PSN) 2013年5月5日 (XBLA)    | PlayStation Network Xbox Live Arcade                     | カプコン          | カプコン | ダウンロード       | -                                    | -        | アーケード版の移植 |
| 8   | Capcom Arcade Cabinet: All-In-One Pack | 2013年5月21日 (PSN) 2013年5月22日 (XBLA)  | PlayStation Network Xbox Live Arcade                     | カプコン          | カプコン | ダウンロード       | -                                    | -        | アーケード版の移植 |
| 9   | カプコンアーケードスタジアム           | INT 2021年2月18日                         | Nintendo Switch                                          |                   | カプコン | ダウンロード       | -                                    | -        | アーケード版の移植 |
| 10  | カプコンアーケードスタジアム           | INT 2021年5月25日                         | PlayStation 4 Xbox One PC(Steam)                         |                   | カプコン | ダウンロード       | -                                    | -        | アーケード版の移植 |

### ファミリーコンピュータ版
ディスクシステム用ソフトとして、1987年5月25日に発売された。ゲームの仕様は大幅に変更されている。
- 全60セクションで、20セクションは1ステージとなり、全3ステージ。各ステージの最後にはボスがあり、それを倒すとステージクリア。
- 縦スクロールがなくなり、完全な横スクロールシューティングになった。
- 各セクションの終りにある転送機を通じて2つの違うセクションへ行くことが出来る。一部は赤色の状態で、別セクションにいるジェネレーターを破壊すると、それを解放し、新しいセクションへ行けるようになる。
- 残機制とエネルギー制の併用になった。エネルギーは弾を受けると1つ減り、エネルギーが無くなると残機が減る。また、敵に直接ぶつかる、もしくは画面スクロールに挟まるとエネルギーの残量にかかわらず、残機が1つ減る。
- BボタンとAボタンに直接、左方向・右方向への射撃が割り当てられている。
- 敵を倒すとエネルギー補給、スピードアップ、パワーアップパーツを手に入れられる。パーツ強化を含め、合計4種類のショットが使える。また、撃つためにエネルギーを消費する特殊武器がある。
- 一部のセクションは隠し部屋が存在する。ショット撃ちにより入り口を発見し、進入できる。中にはワープ、エネルギー補給やパーツ発見のいずれかがある。
- 特定のボスやジェネレーターを破壊すると最大エネルギーを増やすアイテムを入手できる。初期エネルギー上限は20で、99まで増やせる。

## スタッフ
アーケード版
- ゲーム・デザイン：西山隆志
- プログラマー：有馬俊夫[2]
- グラフィックデザイン：貞本友思[3]
- 音楽：河本圭代

ファミリーコンピュータ版
- ゲーム・デザイン：TOMO、AKIRACHAN（北村玲）
- キャラクター・デザイン：YASUKICHI（岸本泰明）、ORAN
- 音楽：YAMACHAN（山鹿久美）、KUWACHAN（河本圭代）
- プログラマー：ICHI

## 評価
ファミリーコンピュータ版
- ゲーム誌『ファミコン通信』のクロスレビューでは合計26点（満40点）となっている[4]。

- ゲーム誌『ファミリーコンピュータMagazine』の読者投票による「ゲーム通信簿」での評価は以下の通り14.68点（満25点）となっている[5]。

| 項目 | キャラクタ | 音楽 | 操作性 | 熱中度 | お買得度 | オリジナリティ | 総合  |
| 得点 | 3.05       | 2.89 | 2.86   | 2.98   | -        | 2.90           | 14.68 |

- ゲーム誌『ユーゲー』では、「オプション装備の使用方法は『ボタン同時押しで召喚したパーツを回収して使用する』というロボットアニメを思わせるもので、召喚→敵弾を避けつつ回収の流れは実に燃えるものがあります」、「本作はアーケード版『セクションZ』に、前年発売された事実上の続編ともいえるロボットシューティング『サイドアームズ』のエッセンスを加えたオリジナル作品なのです」と評している[6]。

## 関連作品
- サイドアーム